# Аэроплан II: Продолжение
«Аэроплан II: Продолжение» — художественный фильм в жанре пародии, выпущенный студией Paramount Pictures как сиквел фильма 1980 года «Аэроплан!». Выход фильма состоялся 10 декабря 1982 года. 
Сценаристом и режиссёром продолжения картины Джима Абрахамса и братьев Дэвида и Джерри Цукеров выступил Кен Финклмен.
Фильм-пародия на серию фильмов по роману Артура Хэйли ("Аэропорт" 1970 года, «Аэропорт 1975», «Аэропорт 77» и «Аэропорт-79: „Конкорд“»).

## Сюжет
Во время первого рейса пассажирского шаттла по маршруту Земля — Луна происходит несколько неприятностей, которые могут сорвать всю программу полёта. Но знаменитого Теда Страйкера не может остановить то, что у космического корабля «взбесился» главный бортовой компьютер, управляющий всеми корабельными системами, что на борту террорист-безумец, вознамерившийся взорвать корабль вместе с собой, и что у экипажа абсолютно кончился кофе, да и сам экипаж был выброшен за борт сломанным корабельным компьютером.

## В ролях
- Роберт Хейз — Тед Страйкер
- Джули Хагерти — Элейн Диккинсон
- Ллойд Бриджес — Стивен Маккроски
- Чад Эверетт[англ.] — Саймон Кёртс
- Питер Грейвз — капитан Кларенс Овер
- Чак Коннорс — сержант
- Эрве Вильшез — маленькое живое существо
- Уильям Шетнер — командир Бак Мёрдок
- Рэймонд Бёрр — судья Ди Эл Симонтон
- Джон Ларч — обвинитель в суде
- Ли Паттерсон — капитан Феникса